# ZillaKami
Junius Rogers (născut pe 20 Septembrie 1999), știut profesional ca și Zillakami, este un rapper si scriitor American. El este un membru al grupului de hip hop City Morgue împreună cu Sosmula si producator THRAXX.

## Biography
Rogers a fost născut în Bay Shore, New York în 1999. În adolescență, Rogers a format o trupă de punk impreună cu niște prieteni de la școală, fiind influențat de Gorilla Biscuits. Prima lui implicare în muzica hip hop a început prin ghostwriting pentru rapper-ul 6ix9ine și prin creearea aparenței pe care rapper-ul o înfățișează, chiar venind și cu idea de aș vopsi parul în curcubeu. În această perioadă, el a scris o piesă care era intenționată pentru doi vocaliști, la care 6ix9ine i-ar fii propus să-l acompanieze pe piesa, care în cele din urmă avea sa fie lansată sub numele de "Yokai", iar după aceea perechea avea să lanseze o următoare piesă intitulată "Hellsing Station". Oricum, în luna August a 2017, perechea s-a certat dupa ce Rogers a postat o fotografie cu 6ix9ine întretinând relații sexuale cu o fată despre care a susținut că ar avea treisprezece ani, și in cele din urma scoțând la lumină pledoaria sa anterioară de vinovăție în a folosirea unui copil într-o performanță sexuală.
Pe 30 Aprile 2017, a lansat EP-ul lui de debut intitulat "LifeIsAHorrorMovie", pe care mai tărziu l-a dat jos deoarece nu mai simțea o conexiune cu materialul muzical pe care îl conținea.
Curând după, ZillaKami a intrat în contact cu fiul deținătorului unui magazin de tatuaje la care fratele lui mai mare Righteous P lucra, acesta fiind cunoscut după numele de scenă SosMula. Câteva zile mai târziu după eliberarea lui din închisoare pentru posesie de droguri, SosMula a format City Morgue cu ZillaKami. În August 2018, după numeroase single-uri lansate de-a lungul anilor, au lansat EP-ul lor de debut intitulat "Be Patient".
Pe 5 Septembrie 2018, a apărut pe piesa "Vengeance" împreună cu JPEGMafia de pe al treila album al lui Denzel Curry numit Ta13oo. Care a fost urmată în aceasi lună de o colaborare cu Lil Gnar pe piesa "Man Down".
Pe 12 Octobrie 2018, City Morgue a lansat album-ul lor de debut "City Morgue Vol 1: Hell or High Water", și curând după mesajul că au vândut toate biletele din tur.
Pe 29 Noiembrie 2018, a apărut pe piesa lui Powers Pleasant, "Please Forgive", împreună cu Jay IDK, Zombie Juice și Denzel Curry.
De pe July 24 pana pe August 23, s-a alăturat turului Suicideboys' Grey Day ca parte a City Morgue, împreuna cu Turnstile, Denzel Curry, Trash Talk, Pouya, Germ, Shoreline Mafia și Night Lovell.
Pe 13 Decembrie 2019, City Morgue și-a lansat al doilea album "City Morgue Vol 2: As Good As Dead". Fiind urmat de o versiune delux, ce conține piese noi, lansat pe 15 Mai 2020.
Pe 31 Iulie 2020, City Morgue și-a lansat al treilea album de studio intitulat "Toxic Boogaloo". Și au anunțat că viitoarele proiecte solo și următorul album City Morgue sunt pe drum.

## Stil muzical și influențe
Muzica lui Zillakami a fost descrisă ca o combinație între elemente din hardcore punk și heavy metal cu muzica trap , datorită vocalelor intense și versurililor agresive pe care le are. Versurile lui deobicei conțin subiecte legate de violență extremă, moarte, masochism și droguri. Multe aspecte ale muzici lui fiind împrumutate de 6ix9ine, în timpul în care erau o pereche dar chiar și după.
El citează albumule Floral Green și Hyperview de la Title Fight, pe DMX, Onyx și albumul In Rainbows de la Radiohead ca fiind cele mai mari influențe.

## Discography

### Solo
EPs
- LifeIsAHorrorMovie (2017)
- German Dogs (2019)

### Cu City Morgue
- City Morgue, Vol. 1: Hell or High Water (2018)
- City Morgue, Vol. 2: As Good as Dead (2019)
- TOXIC BOOGALOO (2020)

EPs
- Be Patient (2018)

### Aparențe
- 6ix9ine – "Yokai" (2016)
- 6ix9ine – "Hellsing Station" (2016)
- $ubjectz – "GangShit" ft. Cameronazi (2017)
- $ubjectz – "War Paint" ft. Cameronazi (2017)
- ITSOKTOCRY – "SHINIGAMISTARSHIP" (2017)
- Cameronazi – "AREYOUREADYKIDS?" ft. $ubjectz (2017)
- Cameronazi – "Squad Up" (2017)
- Cameronazi – "Devil horns" (2017)
- Saint Poncho – "FVKKK" (2017)
- XZARKHAN – "Jungle Klipped" (2017)
- BROC $TEEZY – "Want Em Dead" ft. fl.vco & KXNG (2018)
- Yadrin – "Demonscall" (2018)
- Yadrin – "BHUM BUKKET RMX" ft. SosMula (2018)
- Stoney – "Runnin'" (2018)
- BurnKas – "Red Rum" (2018)
- Denzel Curry – "VENGEANCE" ft. JPEGMafia (2018)
- Lil Gnar – "Man Down" (2018)
- Powers Pleasant – "Please Forgive" ft. Jay IDK, Zombie Juice and Denzel Curry (2018)
- Danon The Producer – "Shootinphotos" (2018)
- DrownMili – "Kid Soulja" ft. BurnKas (2018)
- ESKIIIS – "I Solemnly Swear" (2018)
- RAMIREZ - BAPHOMET/MOSH PIT KILLA (2019)
- POUYA & CITY MORGUE - Bulletproof Shower Cap (2019)
- Denzel Curry - EVIL TWIN (2020)
- IC3PEAK - TRRST (2020)